# Давтян, Ованес Жораевич
Ованес Жораевич Давтян (арм. Հովհաննես Ժորայի Դավթյան; 25 ноября 1983) — армянский спортсмен, дзюдоист. Чемпион и обладатель кубка Армении. Четырёхкратный серебряный и двукратный бронзовый призёр этапов Кубка мира. Двукратный победитель Суперкубка мира, а также бронзовый его призёр. Победитель и серебряный призёр «Большого шлема». Бронзовый призёр чемпионата мира. Многократный призёр чемпионатов Европы, серебряный призёр кубка Европы. Призёр и победитель ряда международных соревнований. Участник олимпийских игр 2008, 2012 и 2016 годов. Один из наиболее титулованных дзюдоистов Армении XXI века.

## Биография
Ованес Давтян родился 25 ноября 1983 года в Армении. С 12 лет, под руководством нынешнего тренера спортсмена Карена Симоняна, начал заниматься дзюдо․

## Спортивная карьера

### 2005 год
Ованес Давтян дебютировал на международной арене в январе 2005 года на этапе кубка мира в Тбилиси, где заняв итоговое 5-е место остался без медали. В марте того же года, на другом этапе кубка мира, в Таллине, армянский спортсмен впервые в своей карьере стал призёром международного соревнования завоевав серебряную медаль. В октябре и ноябре 2005 года, в рамках подготовки к чемпионату Европы, Давтян занял второе место на международном турнире в Швеции и стал победителем антологичного турнира в Финляндии. На проходившем в Киеве молодёжном чемпионате Европы, занял 5 место.

### 2006 год
2006 год, в целом был неудачным для армянского спортсмена. В марте, на кубке мира в Праге, проиграв в одном из кругов решающую схватку, Давтян все же получил возможность побороться за бронзовую медаль. Однако ею, так и не воспользовавшись занял итоговое 5-е место.

### 2007 год
Начался 2007 год для Ованеса Давтяна, вполне удачно. В январе, на этапе кубка мира в Тбилиси, армянский спортсмен занял 3-е место. В начале следующего месяца, на супер кубке мира в Париже он занимает 5-е место. Через несколько недель, в конце февраля, уже на другом этапе супер кубка мира в Париже, Давтян, выиграв турнир, завоевал свою первую золотую медаль на международной арене. В апреле 2007 года, на чемпионате Европы в Белграде, занимает второе место. Через месяц на, проходившем в Москве, очередном этапе кубка мира, выиграв золотую медаль занимает первое место. В конце того же года, Давтян попутно занимает вторые места на международном турнире в Ереване и международном кубке в Тегеране.

### 2008 год
В начале года, на этапе кубка мира в Тбилиси, занял пятое место. В начале февраля на супер кубке мира в Париже был седьмым. На супер кубке мира, проходившем в конце февраля в Гамбурге, стал третьим. В Лиссабоне, на чемпионате Европы, занял итоговое седьмое место. В том же году, в составе сборной Армении отправился на олимпийские игры в Пекин. На олимпийский играх выступил крайне неудачно. Выиграв в первом круге у кубинца Йосмани Пикера, проиграл уже во втором круге представителю Северной Кореи Ким Кён Чину.

### 2009 год
28 февраля на кубке мира в Варшаве занял второе место. В мае, стал победителем, проходившего в Москве, турнира «Большого шлема». В августе на чемпионате мира в Роттердаме был третьим. После чего, в ноябре, выиграл чемпионат Армении. В конце года, отправился на этап «Большого шлема» в Токио, где занял пятое место

### 2010 год
В марте 2010 года, Ованес Давтян выигрывает кубок Армении. На первенстве континента — чемпионате Европы, проходившем в Вене, занимает пятое место. В ноябре этого же года, в Абу-Даби, на «Гран-при» становится третьим.

### 2011 год
В конце января, в Тбилиси, на этапе кубка мира, Ованес Давтян становится третьим. В начале февраля, на турнире «Большого шлема» в Париже, он завоевывает второе место. После чего, неделю спустя, на кубке мира в Будапеште он опять становится вторым. Ещё через неделю, 19 февраля, в Дюссельдорфе, на «Гран-при» Давтян уже был пятым. Спустя семь дней, на проходившем в конце февраля, в Варшаве, кубке мира, занимает второе место. В мае на турнире «Большого шлема» в Москве, Давтян был пятым, а в августе на чемпионате мира в Париже — седьмым. В этом же году, набрав необходимые рейтинговые очки обеспечил себе путевку олимпийские игры 2012 года в Лондоне․

### 2012 год
4 февраля 2012 года, турнире «Большого шлема» в Париже, Давтян занимает седьмое место. После этого на чемпионате Европы в Челябинске, в финале проиграв российскому спортсмену Беслану Мудранову, занимает второе место. В июне, на проходившем в Праге Кубке мира армянский спортсмен также, проиграв в финале, становится вторым. На олимпийских играх в Лондоне последовательно выбив из турнира немца Тобиаса Энглмайера и азербайджанца Ильгара Мукшиева, в борьбе за выход в полуфинал, уступает итальянцу Элио Верде. После этого армянскому спортсмену предоставляется возможность побороться за бронзовую медаль, однако он в первой же утешительной схватке проигрывает французу Софьяну Милу и довольствуется пятым местом.

### 2013 год
На турнире "Большого шлема" в Москве стал бронзовым призёром.

### 2014 год
На чемпионате Европы в Монпелье занял третье место, в 1/4 финала проиграв грузинскому спортсмену Амирану Папинашвили, а в схватке "бронзу" победил азербайджанца Орхана Сафарова.

### 2015 год
2 мая 2015 года на Гран-при в Загребе завоевал золотую медаль, получив тем самым путевку на летние Олимпийские игры 2016 года в Рио-де-Жанейро.

Неудачно выступил на первых Европейских играх в Баку, заняв только 7-е место.

### 2016 год
Весной 2016 года подтвердил олимпийскую путевку, заняв третье место на чемпионате Европы в Казани. Однако в очередной раз потерпел неудачу на Олимпиаде. Стартовав с победы над Людвигом Пайшером из Австрии, в дальнейшем проиграл Беслану Мурданову и выбыл из соревнований.

## Основные соревнования и занятые места
| Дата | Турнир                       | Место проведения | Занятое место         |
| ---- | ---------------------------- | ---------------- | --------------------- |
| 2005 | Кубок мира                   | Тбилиси          | 5                     |
| 2005 | Кубок мира                   | Таллин           | 2                     |
| 2005 | Открытый чемпионат Швеции    | Бурос            | 2                     |
| 2005 | Открытый чемпионат Финляндии | Вантаа           | 1                     |
| 2005 | Чемпионат Европы (до 23 лет) | Киев             | 5                     |
| 2006 | Кубок мира                   | Прага            | 5                     |
| 2007 | Кубок мира                   | Тбилиси          | 3                     |
| 2007 | Супер Кубок мира             | Париж            | 5                     |
| 2007 | Супер Кубок мира             | Гамбург          | 1                     |
| 2007 | Чемпионат Европы             | Белград          | 2                     |
| 2007 | Супер Кубок мира             | Москва           | 1                     |
| 2007 | Международный кубок          | Тегеран          | 2                     |
| 2007 | Международный турнир         | Ереван           | 2                     |
| 2008 | Кубок мира Тбилиси           | Тбилиси          | 5                     |
| 2008 | Супер Кубок мира             | Париж            | 7                     |
| 2008 | Супер Кубок мира             | Гамбург          | 3                     |
| 2008 | Олимпийские игры             | Пекин            | выбыл во втором круге |
| 2008 | Чемпионат Европы             | Лиссабон         | 7                     |
| 2009 | Кубок мира                   | Варшава          | 2                     |
| 2009 | Большой шлем                 | Москва           | 1                     |
| 2009 | Чемпионат мира               | Роттердам        | 3                     |
| 2009 | Чемпионат Армении            | Ереван           | 1                     |
| 2009 | Большой шлем                 | Токио            | 5                     |
| 2010 | Кубок Армении                | Ереван           | 1                     |
| 2010 | Чемпионат Европы             | Вена             | 5                     |
| 2010 | Гран-при                     | Абу-Даби         | 3                     |
| 2011 | Кубок мира                   | Тбилиси          | 3                     |
| 2011 | Большой шлем                 | Париж            | 2                     |
| 2011 | Кубок мира                   | Будапешт         | 2                     |
| 2011 | Гран-при                     | Дюсельдорф       | 5                     |
| 2011 | Кубок мира                   | Варшава          | 2                     |
| 2011 | Большой шлем                 | Москва           | 5                     |
| 2011 | Чемпионат мира               | Париж            | 7                     |
| 2012 | Большой шлем                 | Париж            | 5                     |
| 2012 | Чемпионат Европы             | Челябинск        | 2                     |
| 2012 | Кубок Европы                 | Прага            | 2                     |
| 2012 | Олимпийские игры             | Лондон           | 7                     |
| 2013 | Большой шлем                 | Москва           | 3                     |
| 2014 | Европейский опен-турнир      | Прага            | 3                     |
| 2014 | Чемпионат Европы             | Монпелье         | 3                     |
| 2014 | Гран-при                     | Циндао           | 2                     |
| 2015 | Европейские игры             | Баку             | 7                     |
| 2015 | Гран-при                     | Загреб           | 1                     |
| 2015 | Большой шлем                 | Абу-Даби         | 5 2015                |
| 2016 | Гран-при                     | Гавана           | 3                     |
| 2016 | Большой шлем                 | Париж            | 5                     |
| 2016 | Чемпионат Европы             | Казань           | 3                     |
| 2016 | Олимпийские игры             | Рио-де-Жанейро   | 9                     |

## Достижения
- 2005 — Серебряный призёр кубка мира (Таллин)
- 2005 — Серебряный призёр открытого чемпионата Швеции
- 2005 — Победитель открытого чемпионата в Финляндии
- 2007 — Бронзовый призёр кубка мира (Тбилиси)
- 2007 — Победитель супер кубка мира (Гамбург)
- 2007 — Серебряный призёр чемпионата Европы
- 2007 — Победитель супер кубка мира (Москва)
- 2007 — Серебряный призёр международного турнира (Ереван)
- 2007 — Серебряный призёр международного кубка (Тегеран)
- 2008 — Бронзовый призёр супер кубка мира (Гамбург)
- 2009 — Серебряный призёр кубка мира (Варшава)
- 2009 — Победитель турнира «Большого шлема» (Москва)
- 2009 — Бронзовый призёр чемпионата мира
- 2009 — Чемпион Армении
- 2010 — Обладатель кубка Армении
- 2010 — Бронзовый призёр турнира «Гран-при» (Абу-Даби)
- 2011 — Бронзовый призёр кубка мира (Тбилиси)
- 2011 — Серебряный призёр турнира «Большого шлема» (Париж)
- 2011 — Серебряный призёр кубка мира (Будапешт)
- 2011 — Серебряный призёр кубка мира (Варшава)
- 2012 — Серебряный призёр чемпионата Европы
- 2012 — Серебряный призёр кубка Европы
- 2013 — Бронзовый призёр турнира «Большого шлема» (Москва)
- 2014 — Бронзовый призёр чемпионата Европы
- 2014 — Бронзовый призёр Европейского опен-турнира (Прага)
- 2014 — Серебряный призёр турнира «Гран-при» (Циндао)
- 2015 — Победитель турнира «Гран-при» (Загреб)
- 2016 — Бронзовый призёр турнира «Гран-при» (Гавана)
- 2016 — Бронзовый призёр чемпионата Европы